# Думкин, Пётр Ильич
Пётр Ильич Думкин — плотник, участник строительства Днепрогэса, кавалер ордена Ленина 1932 года.
Родился в селе Маклаки Маклаковской волости Жиздринского уезда Калужской губернии (сейчас — Думиничский район).
Комсомолец 1920-х годов. С 1926 года работал на стройках в больших городах. С 1927 года в Днепрострое.
Протоколом № 116 заседания Политбюро ЦК ВКП(б) от 16 сентября 1932 года включен в состав списка из 16 человек для занесения на Доску почёта Днепростроя.
Постановлением Президиума ЦИК СССР от 17 сентября 1932 года «О награждении работников Днепростроя» награждён орденом Ленина с формулировкой «лучший ударник, сумевший образцово организовать плотничные работы в бригаде и обеспечить перевыполнение сменно-встречных планов, проявлявший самоотверженность в исключительно трудных условиях работы». Орден вручил М. И. Калинин 27.10.1932 г. (В Президиуме ЦИК Союза // Известия : газета. — 1932. — 28 сентября (№ 299). — С. 2.).
Герой миниатюры «Ястребки-соколики» в книге Сергея Петровича Алексеева «Срочное предписание».
Упоминается в первом издании БСЭ (1935 год) в статье «Днепрострой».